# La Favorite-Polka
Die La Favorite Polka ist eine Polka française von Johann Strauss (Sohn) (op. 217). Das Werk wurde am 30. September 1858 in Pawlowsk in Russland erstmals aufgeführt.